# Hrabia Buckingham
Hrabiowie Buckingham 1. kreacji (parostwo Anglii)
- 1097–1102: Walter Giffard, 1. hrabia Buckingham
- 1102–1164: Walter Giffard, 2. hrabia Buckingham

Hrabiowie Buckingham 2. kreacji (parostwo Anglii)
- 1164–1176: Richard de Clare, 1. hrabia Buckingham

Hrabiowie Buckingham 3. kreacji (parostwo Anglii)
- 1377–1397: Tomasz Woodstock, 1. hrabia Buckingham
- 1397–1399: Humphrey Plantagenet, 2. hrabia Buckingham

Hrabiowie Buckingham 4. kreacji (parostwo Anglii)
- 1617–1632: Mary Villiers, hrabina Buckingham

Hrabiowie Buckingham 5. kreacji (parostwo Anglii)
- patrz: książęta Buckingham 2. kreacji